# Norath

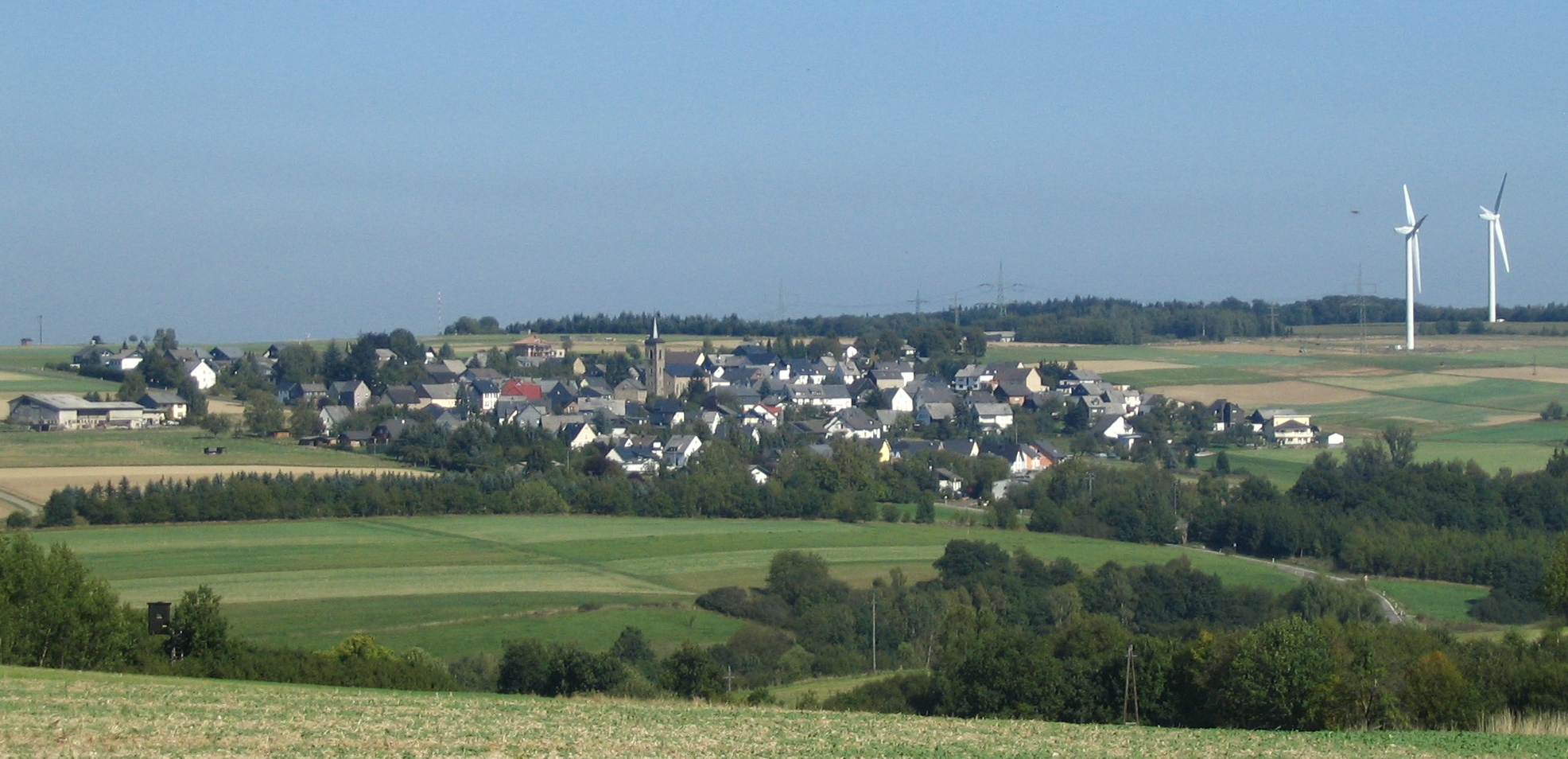
Norath aus südwestlicher Richtung

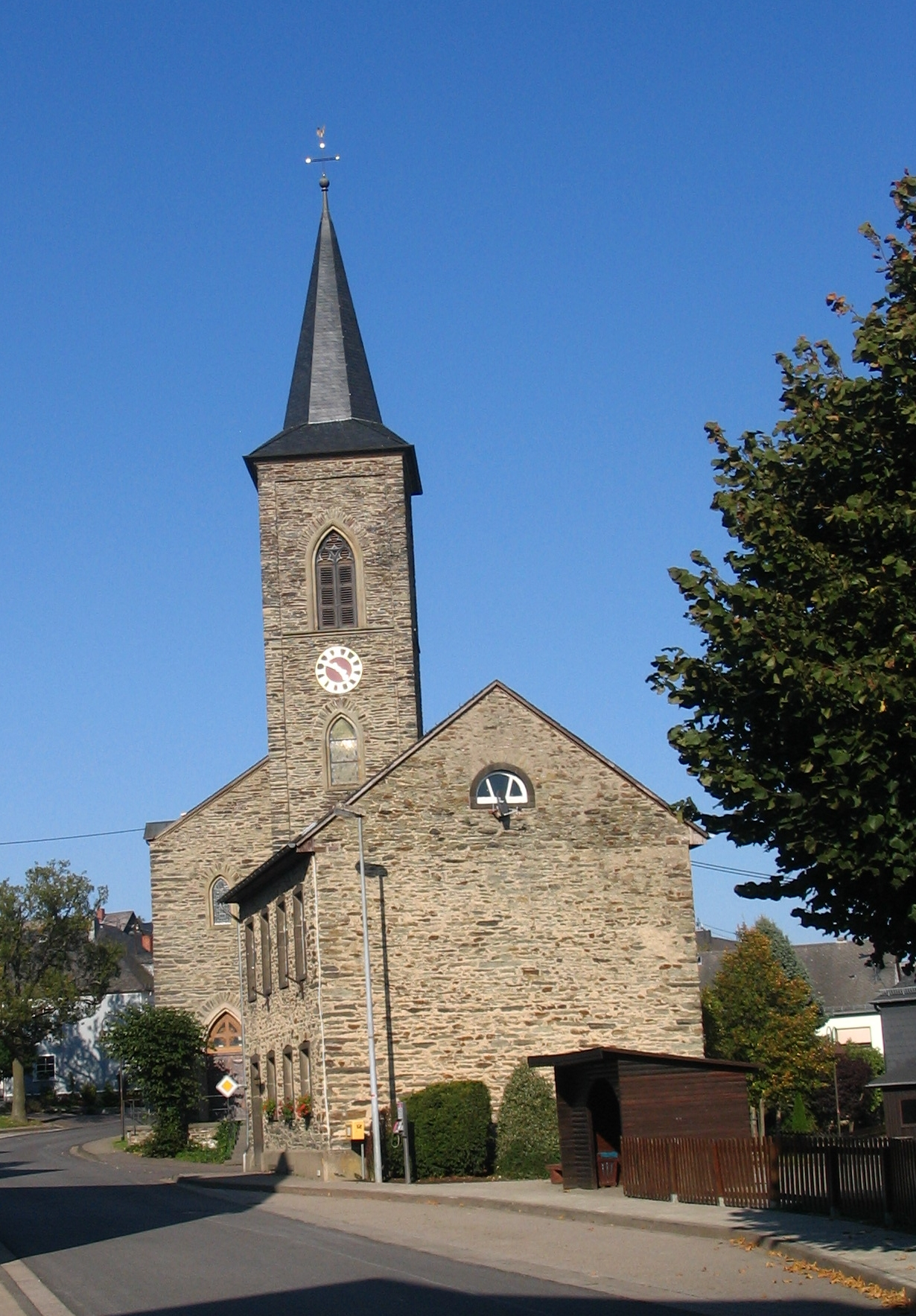
Kirche in Norath

Norath ist eine Ortsgemeinde im Rhein-Hunsrück-Kreis in Rheinland-Pfalz. Sie gehört der Verbandsgemeinde Hunsrück-Mittelrhein an und ist Sitz der römisch-katholischen Pfarrei St. Nikolaus.

## Geographie
Norath liegt im östlichen Hunsrück bei Emmelshausen, direkt am Schinderhannes-Radweg.

## Geschichte
Norath gehörte zur Herrschaft Braunshorn der Grafen von Metternich-Winneburg. Mit der Besetzung des linken Rheinufers 1794 durch französische Revolutionstruppen wurde der Ort französisch, 1815 wurde er auf dem Wiener Kongress dem Königreich Preußen zugeordnet. Nach dem Ersten Weltkrieg zeitweise wieder französisch besetzt, ist der Ort seit 1946 Teil des damals neu gebildeten Landes Rheinland-Pfalz.

## Politik

### Gemeinderat
Der Gemeinderat in Norath besteht aus acht Ratsmitgliedern, die bei der Kommunalwahl am 9. Juni 2024 in einer Mehrheitswahl gewählt wurden, und dem ehrenamtlichen Ortsbürgermeister als Vorsitzendem.

### Bürgermeister
Ortsbürgermeister ist Arno Morschhäuser. Bei der Direktwahl am 26. Mai 2019 wurde er mit einem Stimmenanteil von 85,27 % und am 9. Juni 2024 als einziger Bewerber mit 89,3 % jeweils für fünf weitere Jahre in seinem Amt bestätigt.

### Wappen
| Wappen von Norath | Blasonierung: „Von Silber über Rot geteilt, oben ein mit drei goldenen Kugeln belegtes blaues Buch, begleitet vorne schrägrechts ein schwarzes Bergeisen, hinten schräglinks ein schwarzer Schlägel, unten drei silberne Hifthörner.“ |
| Wappen von Norath | Wappenbegründung: Schlägel und Eisen sind ein Hinweis auf den alten Bergbau. Die drei Hörner sind das Wappen der Freiherren von Braunshorn, zu deren Lehen Norath gehörte.                                                            |

## Kultur
- Musikverein St. Nikolaus Norath 1958 e. V.

## Pfarrkirche St. Nikolaus
Die Pfarrkirche St. Nikolaus entstand um das Jahr 1859 als neugotischer Bruchsteinsaal mit freiliegender Holzbalkendecke. Die Orgel mit Freipfeifenprospekt, 14 Registern und elektropneumatischer Traktur wurde von Orgelbau Christian Gerhardt & Söhne aus Boppard erbaut und oberhalb der Empore an der Westwand aufgehängt. Der Spieltisch steht auf der Empore. Das Instrument hat folgende Disposition:
| I Hauptwerk C–f3 |           |       |
| 1.               | Principal | 8′    |
| 2.               | Oktave    | 4′    |
| 3.               | Quinte    | 2 ⁄3′ |
| 4.               | Piccolo   | 2′    |
| 5.               | Mixtur IV |       |

| II Positiv C–f3 |            |    |
| 6.              | Gedackt    | 8′ |
| 7.              | Spillflöte | 4′ |
| 8.              | Principal  | 2′ |
| 9.              | Cymbel II  |    |
| 10.             | Krummhorn  | 4′ |

| Pedal C–d1 |            |     |
| 11.        | Subbaß     | 16′ |
| 12.        | Octavbaß   | 8′  |
| 13.        | Gedacktbaß | 8′  |
| 14.        | Choralbaß  | 4′  |

- Koppeln: II/I, I/P, II/P

Siehe auch: Liste der Kulturdenkmäler in Norath

## Regelmäßige Veranstaltungen
- Kirmes

## Wirtschaft und Infrastruktur
Das alte Bergwerk Camilla, eine Blei- und Zinkgrube an der alten Römerstraße, war im 19. und 20. Jahrhundert zeitweilig wieder in Betrieb und Arbeitgeber. Zuletzt wurden mit knapp 40 Mann Aufschlussarbeiten über mehrere Jahre durchgeführt. Der Betrieb wurde Anfang der 1960er Jahre eingestellt. Heute sind dort noch umfangreiche Halden und Pingen zu finden.

## Persönlichkeiten
- Ottomar Müller (* 1847 in Norath; † 1921 in Köln), Richter und Reichstagsabgeordneter